# Xander Pintelon
Xander Pintelon (10 januari 2003) is een Belgisch basketballer.

## Carrière
Pintelon speelde in de jeugd van KBBC Oostkamp en BC Oostende. In het seizoen 2020/21 maakte hij zijn debuut voor de eerste ploeg maar speelde het grootste deel nog voor de tweede ploeg. Hij speelde dat eerste seizoen negen wedstrijden voor de eerste ploeg. In 2021/22 speelde hij veertien wedstrijden en het seizoen erop zestien in de eerste ploeg. In de zomer van 2024 maakte hij de overstap naar Spirou Charleroi waar hij een seizoen speelde. Hij verliet voor het seizoen 2025/26 Charleroi en ging collegebasketbal spelen voor de Florida Atlantic Owls.

### Nationale ploeg
Pintelon was een jeugdinternational voor de Belgische nationale ploeg. In 2023 werd hij samen met Thijs De Ridder en Siebe Ledegen geselecteerd voor de WK-kwalificatiewedstrijd tegen het Verenigd Koninkrijk.

## Erelijst
- Belgisch landskampioen: 2021, 2022, 2023, 2024
- Belgisch bekerwinnaar: 2021
- BNXT League-kampioen: 2024